# スロボダン・ライコヴィッチ
スロボダン・ライコヴィッチ（セルビア語: Слободан Рајковић, ラテン文字転写: Slobodan Rajković, 1989年2月3日 - ）は、ユーゴスラビア（現セルビア）・ベオグラード出身の元セルビア代表サッカー選手。現役時代のポジションはディフェンダー（主にセンターバック）。

## クラブ経歴

### キャリア初期
15歳でOFKベオグラードのトップチームデビューを果たす。
アーセナルFCやACミランとの競合の末、16歳当時の2005年11月に350万ポンド（約7億円）という18歳以下の選手として歴代最高額の移籍金でチェルシーFCに加入することで合意。2006-07シーズンまでは期限付き移籍の形でOFKに残留した。

### チェルシー
2007-08シーズンよりブルーズに加入するが、7月にエールディヴィジのPSVアイントホーフェンへのシーズンローンが発表された。セフ・フェルホーセン監督の下で公式戦合計18試合に出場しリーグ優勝を経験した。
2008-09シーズンはFCトゥヴェンテへ期限付き移籍。UEFAチャンピオンズリーグ出場を控え、新監督スティーヴ・マクラーレンを招聘したクラブ1人目の補強となった。翌シーズンもデ・フロルス・フェステに留まり、自身2度目となるオランダでのエールディヴィジ制覇に貢献。2シーズンで公式戦合計34試合出場1得点を記録した。
2009-10シーズンは、チームメイトであり同胞のネマニャ・マティッチやマテイ・デラッチと共にSBVフィテッセへのローンで1年間プレー。2010年10月から新監督に就任したアルベルト・フェレールの下ではキャプテンに任命された。
2011-12シーズンよりアンドレ・ヴィラス・ボアスがチェルシーの監督に就任すると、ウィコム・ワンダラーズFCとのプレシーズンマッチでゴールを挙げるなど新指揮官の構想に入った。香港で開催されたプレミアリーグ・アジアトロフィーの傑志体育会戦でもプレーしたが、チェルシーとの契約以来得られていなかったイギリスでの労働許可はこのシーズンも下りなかった。

### ドイツ時代
8月24日にドイツ・ブンデスリーガのハンブルガーSVに4年契約で移籍。移籍金は300万ポンドと報道され、マイケル・マンシェン、ジェフリー・ブルマ、ギョクハン・トレに続くスタンフォード・ブリッジからの加入となった。2011年8月27日の1.FCケルン戦でスタメンに名を連ね加入後初出場し、同点弾となるチーム2点目を挙げた。2012年7月のトレーニング中にチームメイトの孫興慜と衝突し、仲裁に入ったトルガイ・アルスランが頭部に裂傷を負う。トルステン・フィンク監督によりリザーブチーム行きが命じられたが、この処分を受けて指揮官を批判したこともあり年内の出場機会は訪れなかった。2013年1月27日に行われたSVヴェルダー・ブレーメンとのノルト・ダービーで途中投入され、戦列に復帰した。2013-14シーズンは開幕当初にマンシェンやゴイコ・カチャルらと共に戦力外となるが、9月にトップチームのトレーニングに呼び戻される。フィンクが更迭された直後、同月18日の練習中に左膝の内側側副靭帯を損傷。ベルト・ファン・マルヴァイク政権下では出場機会を得られなかった。監督が再び交代しミルコ・スロムカの就任後、2014年2月22日のボルシア・ドルトムント戦で復帰しフル出場を果たす。次節ブレーメン戦でも先発出場となるが、68分に左膝前十字靭帯を断裂。11月にトレーニングを再開し、2015年1月31日のケルン戦で10か月振りにリーグ戦のピッチに立ちフル出場を果たした。
2014-15シーズン限りでHSVとの契約を満了し、2015年9月29日に昇格組のSVダルムシュタット98と2年契約を締結した。

### イタリア時代
2016年8月1日、セリエAのUSチッタ・ディ・パレルモに4年契約で移籍。2016-17シーズンは負傷の影響もあり公式戦合計5試合の出場に留まり、クラブはリーグ戦19位に終わり降格。自身は残留し2シーズンをセリエBでプレーしたが、2018-19シーズン終了後にクラブが財政問題によりセリエDへ降格することが決定したため放出された。
半年間のフリー期間を経て、2020年1月27日にセリエBのACペルージャ・カルチョに2年半の契約で加入。リーグ戦12試合に出場したが、2020年8月3日にクラブとの契約解除が発表された。

### ロコモティフ・モスクワ
2020年8月13日、ロシアのFCロコモティフ・モスクワに1年契約で完全移籍。UEFAチャンピオンズリーグ・グループリーグを含め公式戦9試合に出場したが、2021年1月19日にクラブとの双方合意に基づき契約を解除した。

### MTKブダペスト
2022年1月10日、MTKブダペストFCに加入した。

## 代表歴
2008年、北京オリンピックに於いて、U-23セルビア代表として出場した。しかし同大会1次リーグの対アルゼンチン（8月13日）戦で、審判に唾を吐いた為に退場処分となる。9月5日に開催されたFIFAの規律委員会で1年間の全公式戦への出場停止処分が下り、2009年8月まで代表戦並びにFCトゥヴェンテでの試合出場が不可能となった。自身はこの処分を不服として抗告すると共に自らの潔白を主張。2008年11月24日、FIFAは代表戦での出場停止に軽減し、クラブでの試合出場は可能とした。
フル代表としては2008年5月24日に開催されたアイルランド共和国との親善試合において19歳で初出場。ミロスラヴ・ジュキッチ監督の下でフル出場を果たした。

## タイトル
PSV
- エールディヴィジ : 2007-08

トゥヴェンテ
- エールディヴィジ : 2009-10